# Канализация
Канализацията е система от канали за извеждане на отпадъци от човешка дейност и вода.
Основен елемент е на съвременната градска и селска икономика.
Първите канализации са създадени през Древността от Шумер и Древния Рим. Системите са развити през Античността, но са забравени през Средновековието. Едва в Новото време в градовете на Западна Европа се възобновява изграждането на подобни системи.